# Методи Стамболиски
Методи Йован Стамболиски (на македонска литературна норма: Методи Jован Стамболиски) е висш офицер от Северна Македония, генерал-полковник, началник на Генералния щаб на Армията на Република Македония от 9 август 2001 до 12 март 2004 г.

## Биография
Началникът на Генералния щаб на армията на Македония генерал Методи Йован Стамболиски е роден на 10 април 1947 г. в с. Мачево. Има трима братя и две сестри. Единият от по-големите му братя също е офицер.
Завършва гимназията „Дядо Ильо Малешевски“ в град Берово през 1966 г., след което се записва за курсант във Военната академия на Сухопътните войски на бившата Югославска народна армия в Белград специалност „Артилерия“. Завършва през 1970 г.
Започва службата си като командир на артилерийски взвод в Рашка (1970 – 1971). В периода 1971 – 1978 г. е командир на батарея пак там. Между 1978 и 1980 г. е заместник-командир на смесен артилерийски полк. През 1982 г. завършва Команднощабна академия. В периода 1982 – 1990 г. е командир на смесен артилерийски полк. През 1988 г. завършва Команднощабна школа. От 1990 до 1992 г. е командир на смесен артилерийски полк и същевременно командир на гарнизона в Урошевац.
В състава на Армията на Република Македония (АРМ) влиза на 23 март 1992 г., като е назначен за началник на оперативно отделение в Управлението за бойна готовност на Генералния щаб. През 1994 г. е назначен за командир на 3-ти армейски корпус в Скопие, а през 1995 г. на 2-ри армейски корпус в Битоля. С президентски указ от 18 август 1997 г. е произведен в звание бригаден генерал. Остава командир на корпуса до 1999 г. През 2000 г. е командир на гранична бригада. Произведен е в генерал-майор и назначен за началник на управление Г-3 в Генералния щаб, отговарящ за планирането, обучението и бойната готовност. През 2001 г. е за кратко заместник-началник Генералния щаб на армията на Република България. На 18 юни 2001 г. е произведен в звание генерал-лейтенант, а на 9 август 2001 г. е назначен за началник на ГЩ на АРМ, от 19 септември встъпва в длъжност. С указ на македонския президент е произведен в чин генерал. Остава на поста до 2004 г. От 2004 до 2005 г. е съветник по военните въпроси на президента на Република Македония. Излиза в запаса през юли 2005 г.
През лятото на 2007 г. генерал Методи Стамболиски е арестуван по обвинения в злоупотреба със служебно положение заради доставки на резервни части през 2001 г. за танковете Т-55, получени като дарение от България. През декември 2008 г. о.з. генерал Стамболиски и тогавашния министър на отбраната на Република Македония Владо Бучковски са признати за виновни за злоупотреби при закупуването на резервни части за танковете Т-55 и са осъдени на три години и половина затвор.

## Военни звания
- Артилерийски подпоручик (1970)
- Поручик (1973)
- Капитан (1975)
- Капитан 1 клас (1978)
- Майор (1982)
- Подполковник (1986), извънредно
- Полковник (1991)
- Бригаден генерал (1997)
- Генерал-майор (2000)
- Генерал-лейтенант (2001)
- Генерал-полковник (2003)

## Награди
- Орден за военни заслуги със сребърни мечове, 1972 година;
- Орден на Народната армия със сребърна звезда, 1979 година;
- Орден за военни заслуги със златни мечове, 1983 година;
- Орден за заслуги пред народа със сребърна звезда, 1987 година;
- Медал „Легия на честта“, Министерство на отбраната на САЩ, 2003 година.